# Sophie Bramly
Pour les articles homonymes, voir Bramly.
Sophie Bramly (née en Tunisie en 1959) est une photographe et femme d'affaires française. Elle est connue pour avoir diffusé la culture hip-hop en France au début des années 1980. Elle a fondé la chaîne de clips musicaux MTV Europe en 1987. Elle est fondatrice du think tank l'Observatoire des Futur(e)s en 2012.

## Biographie
Sophie Bramly est née à Tunis (Tunisie) en 1959. Son père exerçait la profession de pharmacien et sa mère, Jacqueline Raoul-Duval (née Khayat-Bonan), celle d'éditrice. À l'adolescence, elle veut devenir avocate mais se dirige finalement vers des études d'arts graphiques à l'ESAG Penninghen (Paris). Elle devient photographe indépendante et travaille pour Paris Match.
En 1981, elle part à New York en tant que correspondante où elle travaille pour une agence de photos.
Lors d'un séjour dans le Bronx, elle découvre les prémices du mouvement hip-hop, alors relayé en France par les radios libreset les discothèques accueillant une clientèle composée de jeunes Noirs provenant de la capitale et de la région parisienne. Elle se prend de passion pour ce mouvement artistique underground et est nommée Zulu Queen par Afrika Bambaataa. Elle réalise des clichés photographiques et côtoie alors les stars du hip-hop de l'époque : Rick Rubin, les Beastie Boys, Run DMC, Donald D, Fab Five Freddy, Futura 2000 et Kurtis Blow.
En 1984, elle travaille en tant que conseillère artistique pour l'émission H.I.P. H.O.P. diffusée en 1984.
Cette passionnée de musique rap participe ensuite à la création de la chaîne musicale MTV Europe à Londres en 1987. Elle fonde et devient présentatrice de l'émission Yo ! où elle interviewe les rappeurs. Fort du succès de l'émission en Europe, la chaîne MTV décide de la diffuser aux États-Unis sous le titre Yo ! MTV Raps. Elle retourne en France où elle devient productrice pour des chaînes de télévision (Antenne 2, TV6 et MTV Europe).
En 1991, Sophie Bramly devient directrice marketing pour le label musical Polygram. Elle s'occupe d'artistes tels que Vanessa Paradis ou Alain Bashung.
En 1996, elle développe le premier site internet d'Universal Music destiné au label musical Disques Barclay et travaille au développement du groupe de rap La Cliqua. Son travail est d'ailleurs récompensé au Japon. En 1999, elle crée le département Nouveaux médias. Elle lance la plateforme de téléchargement légal E-Compil.
En 2006, elle met au point sur le net un projet parlant du sexe féminin. Elle invente secondsexe.com, qui est un portail internet exclusivement féminin abordant la sexualité féminine. On peut y consulter des œuvres érotiques et acheter des articles.
En 2008, elle produit X femmes, une collection de courts métrages érotiques explicites réalisés par des metteurs en scène femmes telles qu'Arielle Dombasle, Lola Doillon, Laetitia Masson, Helena Noguerra, Mélanie Laurent, Caroline Loeb...
En 2011, elle expose à la galerie du 12 Mail, une série de photographies sur le mouvement hip-hop newyorkais du début des années 1980.
En 2015, elle retrouve Afrika Bambaataa, le fondateur de la Zulu Nation lors du Festival international de culture hip hop « Hip opsession ».
Elle est la sœur du photographe Serge Bramly et la cousine germaine d'Elsa Cayat, assassinée dans l'attentat contre Charlie Hebdo.

## Œuvre photographique
- 1981&+

## Filmographie
- 2008 : X femmes (série télévisée) - productrice
- 2013 : Le Bureau des affaires sexistes (mini-série) - productrice
- 2014 : Sex and Music (documentaire) - productrice
- 2014 : Sous les jupes des filles - actrice (rôle secondaire : elle-même à la radio - voix  uniquement)

## Distinctions
- Chevalière de l'ordre des Arts et des Lettres Arrêté du 25 septembre 2017 portant nomination et promotion dans l'ordre des Arts et des Lettres.

NOR : MICA1722274A